# Nordvorpommersche Waldlandschaft

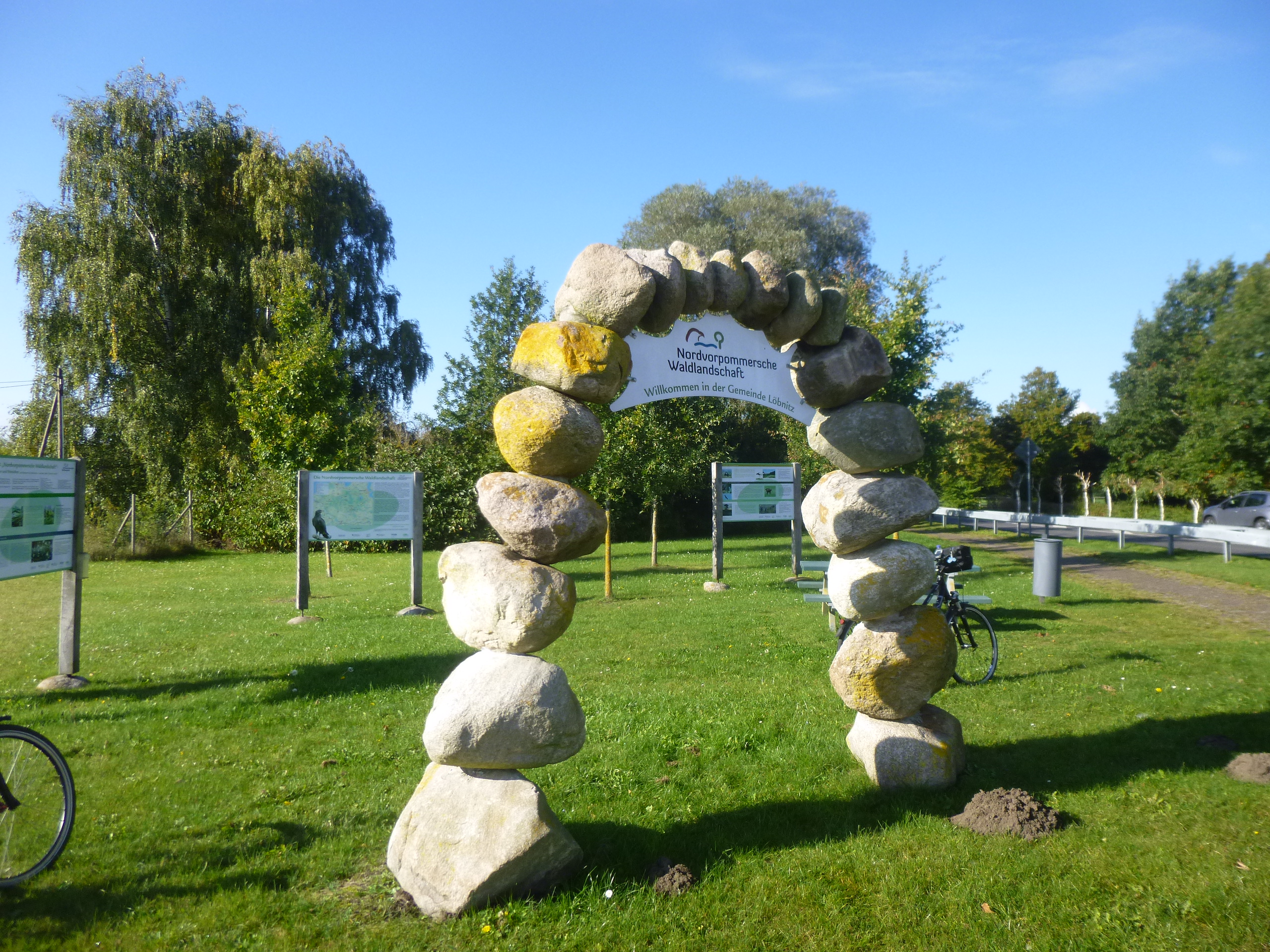
Steinbogen in Löbnitz

Die Nordvorpommersche Waldlandschaft ist ein weiträumiges, dünn besiedeltes Waldgebiet in Mecklenburg-Vorpommern, südwestlich der Hansestadt Stralsund. Ab 2009 sind die Flächen für 12 Jahre Bestandteil eines gleichnamigen Naturschutzgroßprojektes, dessen räumliche Ausdehnung dem EU-Vogelschutzgebiet entspricht.
Bemerkenswert sind die zahlreichen Feuchtgebiete als Lebensraum des Schreiadlers. Innerhalb des Gebietes sind zahlreiche Schutzgebiete ausgewiesen. Neben einem FFH- und einem Vogelschutzgebiet liegen die Naturschutzgebiete Borgwallsee und Pütter See, Richtenberger See und Krummenhagener See in der Nordvorpommerschen Waldlandschaft. Die Flächenbewirtschaftung übernimmt im Wesentlichen das Forstamt Schuenhagen. Ein Lehrpfad informiert dort über die Schutzwürdigkeit der Landschaft.